# Clonia ignota
Clonia ignota är en insektsart som beskrevs av Johann Heinrich Kaltenbach 1981. Clonia ignota ingår i släktet Clonia och familjen vårtbitare. Inga underarter finns listade i Catalogue of Life.